# Deb Haalandová
Debra Anne Haalandová (nepřechýleně Haaland, * 2. prosince 1960 Winslow) je americká demokratická politička indiánsko-norského původu, v letech 2021–2025 ministryně vnitra Spojených států amerických ve vládě Joea Bidena, jakožto první domorodý Američan v historii ministerských úřadů amerických vlád. Mezi roky 2019–2021 byla kongresmankou ve Sněmovně reprezentantů USA zastupující jeden z okrsků Nového Mexika.

## Politické působení
V letech 2019–2021 byla poslankyní Sněmovny reprezentantů za 1. kongresový okrsek v Novém Mexiku zahrnující většinu Albuquerque s jeho předměstím. Mezi roky 2015 až 2017 předsedala Demokratické straně Nového Mexika.
Spolu se Sharice Davidsovou se staly prvními poslankyněmi indiánského původu zvolenými do Kongresu USA. Jako příslušnice kmene Laguna Pueblo, sídlícího ve středozápadní oblasti Nového Mexika, sama sebe označila za 35. generaci těchto původních obyvatel severoamerického kontinentu. Její matka Mary Toya z kmene Laguna Pueblo sloužila v Námořnictvu Spojených států amerických. Otcem Deb Haalandové byl americký námořní důstojník norského původu John David „Dutch“ Haaland, veterán vietnamské války, pohřbený v roce 2005 se všemi vojenskými poctami na Arlingtonském národním hřbitově.
Politicky je progresivistkou, podporuje hnutí Abolish ICE za zlepšení přístupu k přistěhovalcům, ekologickou politiku Green New Deal a rozšíření zdravotního pojištění na všechny Američany (Medicare For All).
Zvolený prezident Joe Biden 17. prosince 2020 oznámil, že Haalandovou nominuje na post ministryně vnitra Spojených států ve své připravované vládě. Dne 16. března byla Senátem Spojených státu amerických schválena a stala se prvním ministrem indiánského původu v dějinách amerických kabinetů a po viceprezidentu Charlesi Curtisovi druhým takovým členem vlády.

## Galerie

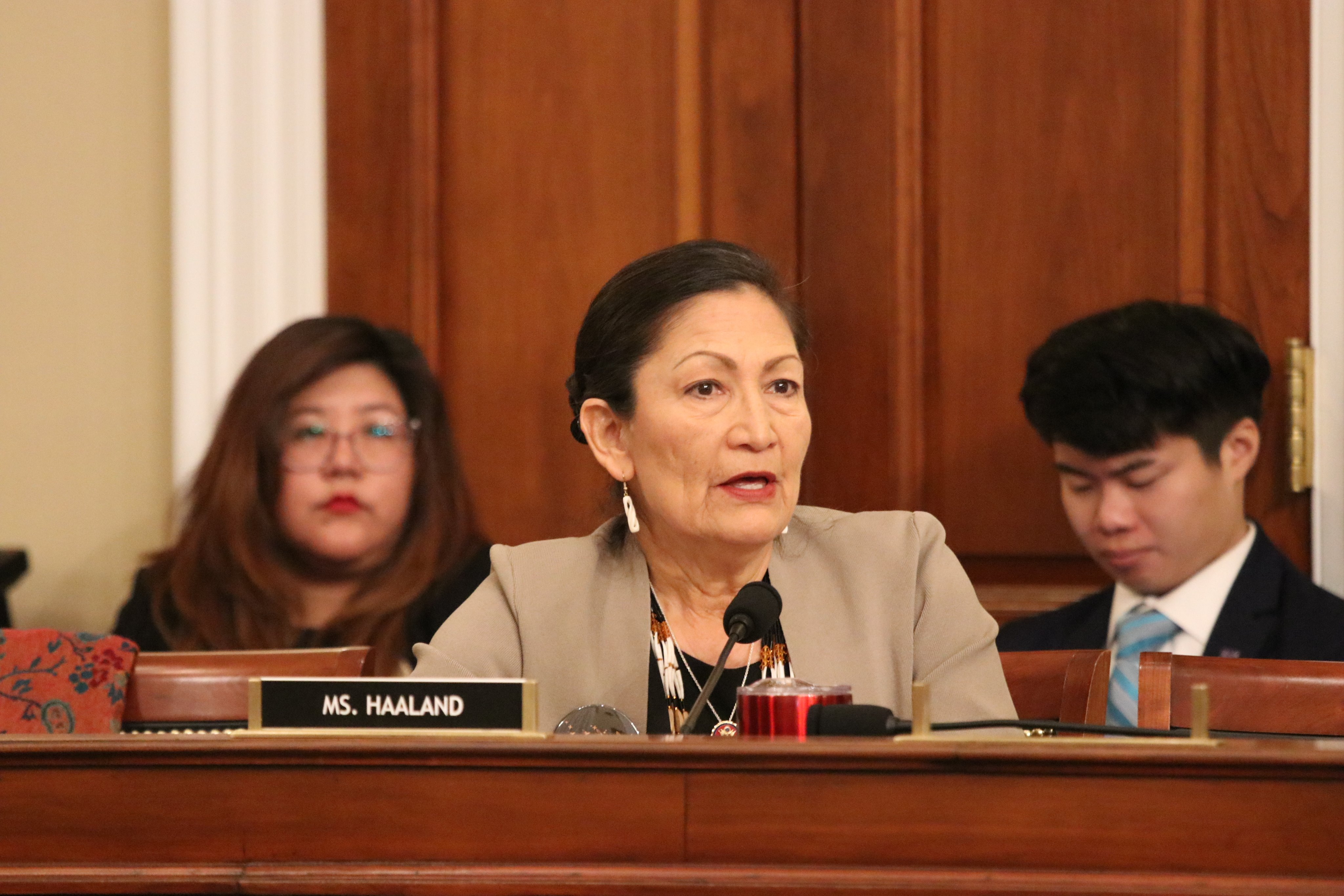
Deb Haalandová při jednání ve výboru pro přírodní zdroje Kongresu USA o záměrech těžby mědi v arizonské lokalitě Oak Flat v místech, posvátných pro původní obyvatele Ameriky (březen 2020)
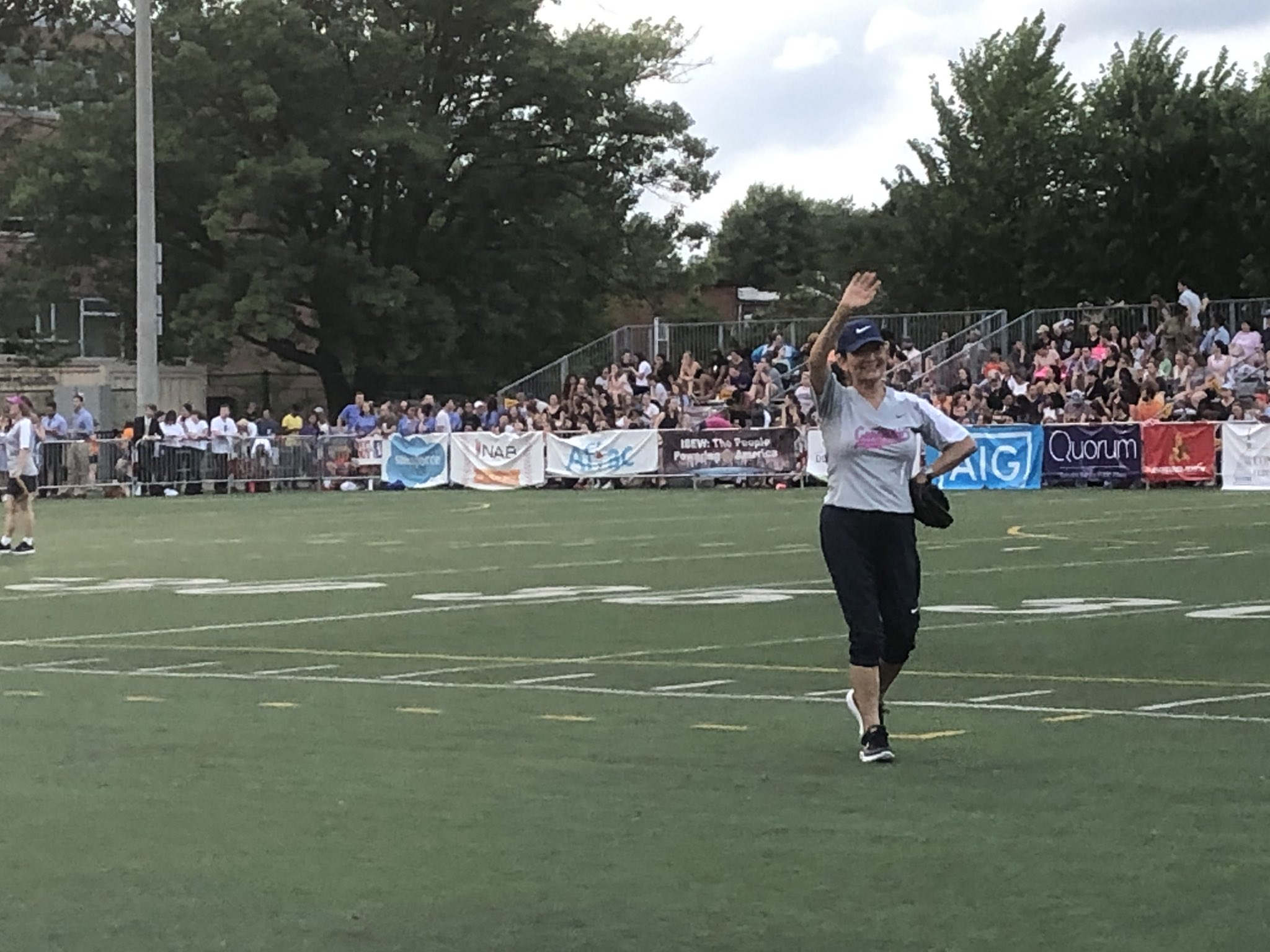
V roce 2019 jako členka ženského softballového týmu amerických kongresmanek
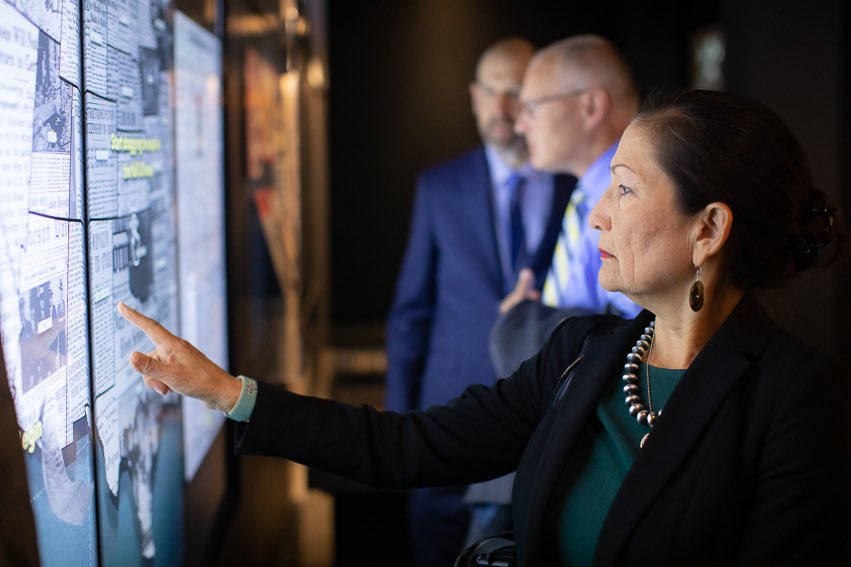
Deb Haalandová při návštěvě amerického Muzea holokaustu ve Washingtonu, D.C.